# Sylvestre Wahid
Pour les articles homonymes, voir Wahid.
Sylvestre Wahid, né le 3 août 1975 à Kohat, au Pakistan, est un cuisinier français (deux étoiles au guide Michelin). Il était jusqu'en juillet 2020 chef de la brasserie Thoumieux et du restaurant gastronomique Sylvestre Wahid à Paris.

## Biographie
Il est né Shahzad, à Kohat au Pakistan,, d'un père adjudant de la Légion étrangère et d'une mère institutrice. À l’âge de neuf ans il rejoint, avec sa famille, son père déjà installé dans le sud de la France, où il est responsable du mess des officiers de la caserne de Castelnaudary.
À 15 ans, il est engagé par Thierry Marx, le chef du Cheval Blanc à Nîmes. Il passe son CAP, puis va travailler chez Patrick Pagès, chef et sommelier dans les Cévennes, puis au Royal Monceau auprès de Bruno Cirino. En 1997, Alain Ducasse lui fait intégrer son restaurant de l’avenue Raymond-Poincaré. Sylvestre Wahid suit ensuite Alain Ducasse au Plaza Athénée, puis rejoint Didier Elena à New York pour rejoindre  pour l’ouverture du restaurant Alain Ducasse At The Essex House, et fait un passage par l'école culinaire de Ducasse.
Jean-André Charial fait appel à Sylvestre Wahid en 2005 pour diriger l’Oustau de Baumanière aux Baux-de-Provence. Il y fait venir son frère Jonathan, chef pâtissier et champion de France du dessert 2005.
En 2015, il prend la succession de Jean-François Piège au Thoumieux (il avait déjà travaillé avec Jean-François Piège au Plaza Athénée). Il y décroche encore une fois deux étoiles au guide Michelin. Le restaurant, fermé à cause de la pandémie de Covid-19 début 2020, est définitivement fermé en juillet 2020. 

### Distinctions
- 1er prix du concours Cuisinier Durand du Centre interprofessionnel de formation de l'artisanat du Calvados (CIFAC) (1991)
- 2 étoiles au Guide Michelin à l'Oustau de Baumanière aux Baux-de-Provence (2006)
- 2 étoiles au Guide Michelin au Strato à Courchevel (2012)
- 2 étoiles au Guide Michelin au Restaurant Gastronomique Sylvestre Wahid (2016)

## Établissements
- l’Oustau de Baumanière (Les Baux-de-Provence), deux macarons au Guide Michelin
- Le Strato, (Courchevel), deux macarons au Guide Michelin obtenus en 2012
- Hôtel Thoumieux :
  - la brasserie à partir de juillet 2015
  - le restaurant gastronomique à partir de septembre 2015, deux étoiles au Guide Michelin depuis 2016, fermé en 2020.